# Abbéville-la-Rivière
Abbéville-la-Rivière is een gemeente in het Franse departement Essonne (regio Île-de-France) en telt 282 inwoners (2004). De plaats maakt deel uit van het arrondissement Étampes.

## Geografie
De oppervlakte van Abbéville-la-Rivière bedraagt 14,6 km², de bevolkingsdichtheid is 19,3 inwoners per km².
De onderstaande kaart toont de ligging van Abbéville-la-Rivière met de belangrijkste infrastructuur en aangrenzende gemeenten.

## Demografie
Onderstaande figuur toont het verloop van het inwonertal (bron: INSEE-tellingen).